# Halálút
A Halálút (Roadkill) az Odaát című televíziós sorozat második évadjának tizenhatodik epizódja.

## Cselekmény
Dean és Sam Nevada erdős hegyvidékein utaznak át, mikor egy nő az autójuk elé ugrik, és megállítja őket. A fiúk megtudják a Molly nevű nőtől, hogy az férjével, Daviddel autóbalesetet szenvedett, és a férfi eltűnt, majd mikor keresésére indult, egy sötét külsejű alak kezdte el üldözni.
Mivel Molly nem hajlandó David nélkül elhagyni a helyet, Winchesterékkel együtt a baleset helyszínére megy, itt azonban semmit nem találnak, az autóroncs eltűnt.
A fiúk beültetik a lányt a járgányba, és elindulnak vele, hogy a legközelebbi város rendőrségére vigyék, ám az út alatt különös dolgok történnek: a rádióban megszólal egy zene, utána egy férfi hangja azt mondja, hogy "a lány az enyém", majd miután egy úton megjelenő alakon keresztül hajtottak, lefullad a kocsi.
Dean és Sam felfedik vadász kilétüket a nő előtt, majd miután felfegyverkeztek az autó csomagtartójából, elmondják neki, hogy egy Jonah Greely nevű farmer szelleme kísért errefelé évente egyszer, méghozzá halálának -ami ezen az úton történt- minden egyes évfordulóján.
A fivérek kérésére Molly elviszi őket egy kis vadászházhoz, ahol korábban találkozott Greely-vel, majd miután itt nem találtak semmit, elindulnak, hogy megkeressék a volt farmer házát. Időközben a kísértet ismét megjelenik, és megpróbálja elragadni Molly-t, ám Dean elriasztja egy sótöltényes puskával.
A házba érve a három fiatal egy rejtett szobában rátalál Greely feleségének felakasztott holttestére, majd eltemetik a nőt, aki annak idején valószínűleg nem akart élni férje nélkül. Nem sokkal később azonban ismét megszólal az a bizonyos zene, majd egy váratlan pillanatban elrabolja Molly-t a szellem.
A tanácstalan testvérek végül a ház egyik családi fényképe alapján rájönnek, hogy Greely maradványai egy olyan sírban vannak a vadászház mellett, mely fölé egy fát ültettek. Így ezután míg Dean kiszabadítja a megkínzott lányt a szellem fogságából, Sam felégeti a maradványokat, így elpusztítja a kísértetet.
A történtek után Molly teljesen kiborul férje elvesztése miatt, így a fiúk elmondják neki az igazat: 15 éve Molly és David ütötték el Jonah Greeley-t, és a balesetet csak David élte túl, aki azóta új családot alapított és boldogsában él feleségével és gyermekeivel, Molly és Greeley szelleme pedig a baleset óta a 41-es út mellett kísért.
Dean és Sam közlik vele, hogy itt az ideje áttérni a túlvilágra, így Molly elbúcsúzik tőlük, és könnyes szemekkel átlépi a másvilág kapuját…

## Természetfeletti lények

### Szellemek
A szellem egy olyan elhunyt ember lelke, ki különös halált halt, és lelke azóta az élők közt kísért, általában egy olyan helyen, mely fontos volt az illetőnek földi életében. Szellemekből sok van: kopogószellem, bosszúálló szellem, vagy olyan szellem, mely figyelmezteti az embereket egy közelgő veszélyre.

### Molly McNamara szelleme
Molly egy fiatal lány volt, aki 1992. február 20-án Nevada 41-es erdei útszakaszán férfjével elütött egy Jonah Greely nevű helyi farmert.
A balesetet csupán a férj, David élte túl, aki azóta új családot alapított, Molly és Greely szelleme azonban azóta a baleset helyszíne körül kísért, minden év február 20-án: a halott farmer évről évre addig üldözi a szintén elhunyt lányt, míg el nem kapja, és "halálra" nem kínozza.
Mikor Molly 2007-ben megtudja, hogy ő egy szellem, magától áttér a túlvilágra, hogy békében nyugodhassék.

### Jonah Greely szelleme
Jonah Greely egy nevadai farmer volt, aki feleségével együtt egy erdei házban lakott.
A férfit azonban 1992. február 20-án egy házaspár, Molly és David által vezetett kocsi halálra gázolta, a balesetben pedig a nő is meghalt -később, az eset után ráadásul Greely felesége is felakasztotta magát. A tragédia óta, minden év február 20-án pedig Molly és Greely szelleme a baleset helyszínén kísért: a férfi addig üldözi a lányt, míg el nem fogja, és "halálra" nem kínozza.
Greely szellemét csupán egyféle módon lehetett megsemmisíteni: fel kellett égetni emberi maradványait.

## Időpontok és helyszínek
- 2007. február 20. – 41-es országút, Nevada

## Zenék
- The House of the Rising Sun – The Animals

## Külső hivatkozások
- Supernatural-Roadkill az Internet Movie Database oldalon (angolul)